# Wiener Stadthallenturnier
Das Wiener Stadthallenturnier war ein traditionsreiches Hallenfußballturnier in der österreichischen Hauptstadt Wien.
Den Namen erhielt es durch seinen Austragungsort, die Wiener Stadthalle. Als „Erfinder“ des Turniers, das im Jahr 1959 zum ersten Mal stattfand, gilt Josef 'Pepi' Argauer. Der Premierensieger war die Wiener Austria, die mit 19 Turniersiegen auch den Rekord als „Hallenkönig“ hält.
Gespielt wurde auf 735 Parkettplatten, die insgesamt ein Spielfeld von 49 × 30 Meter ergaben, die Tore waren 5 × 2 Meter groß. Im Jahr 2009 wurde das Turnier das letzte Mal ausgetragen. Aufgrund zurückgehenden Zuschauerinteresses und daraus resultierenden finanziellen Verlusten für die Veranstalter sowie des Wunsches der Fußballer nach einer längeren Spielpause im Winter gelang es seitdem nicht mehr das Turnier wiederzubeleben.

## Historisches
Das Turnier, das jeweils in der Winterpause der österreichischen Fußballmeisterschaft ausgetragen wurde, erfreute sich seit seiner Gründung bis in die 1970er und 1980er Jahren großer Beliebtheit. Nur 1969 wurde das Turnier in der Donauparkhalle ausgetragen.
Der „Bandenzauber“ galt als ein Pflichttermin für den Wiener Fußballfan. Neben den Wiener Traditionsvereinen traten auch renommierte Klubs aus dem Ausland an. Auch die beiden großen Münchner Vereine FC Bayern München und TSV 1860 München hatten ihre Gastauftritte auf dem Wiener Parkett. Bayern München konnte 1971 mit seinen Stars wie Beckenbauer, Maier oder Müller sogar den Turniersieg erringen.
Als im Jahr 1998/99 das Wiener Stadthallenturnier, das bis dahin ein eigenständiges Turnier war, zu einem Vorrundenturnier des Österreichischen Hallencups umfunktioniert wurde, begann die zwischenzeitliche Talfahrt des Turniers. Denn nicht mehr die traditionellen Wiener Vereine wie Rapid, Austria, Vienna, Wiener Sport-Club, FavAC, FC Admira/Wacker, bildeten den Teilnehmerstamm, sondern dieser setzte sich aus Mannschaften aus ganz Österreich zusammen. Mit dieser und weiteren Änderungen in den Folgejahren sank das Zuschauerinteresse stetig. In dieser Form fand das Turnier im Jahr 2005 zum letzten Mal statt. Für das Jahr 2007 konnte man sich schließlich dazu durchringen, das Turnier wieder im ursprünglichen Modus, als eigenständiges Hallenfußballturnier, auszutragen. Neben Rapid, Austria, Vienna und dem Wiener Sportklub Wienstrom wurde als Gastteam der Linzer ASK geladen. Nach einer Pause 2008 agierten 2009 die Wiener Erzrivalen Austria und Rapid als Veranstalter, als Gewinner ging jedoch erstmals der älteste österreichische Verein, die Vienna, vom Parkett.

## Alle Sieger
| Saison        | Verein              |
| ------------- | ------------------- |
| 1959          | FK Austria Wien     |
| 1960          | Wiener AC           |
| 1961          | Wiener AC           |
| 1962          | Wiener Sport-Club   |
| 1963          | FK Austria Wien     |
| 1964          | Wiener Sport-Club   |
| 1965          | Wiener Sport-Club   |
| 1966          | Wiener Sport-Club   |
| 1967          | Wiener Sport-Club   |
| 1968          | FK Austria Wien     |
| 1969          | Wiener Sport-Club   |
| 1970          | nicht ausgetragen   |
| Februar 1971  | SV Austria Salzburg |
| Dezember 1971 | FC Bayern München   |
| 1972          | SK Rapid Wien       |
| 1973          | Wiener Sport-Club   |
| 1974/75       | FC Admira/Wacker    |

| Saison  | Verein            |
| ------- | ----------------- |
| 1975/76 | Wiener Sport-Club |
| 1976/77 | FK Austria Wien   |
| 1977/78 | nicht ausgetragen |
| 1978/79 | FK Austria Wien   |
| 1979/80 | FK Austria Wien   |
| 1980/81 | FK Austria Wien   |
| 1981/82 | FK Austria Wien   |
| 1982/83 | FK Austria Wien   |
| 1983/84 | FK Austria Wien   |
| 1984/85 | FK Austria Wien   |
| 1985/86 | FK Austria Wien   |
| 1986/87 | FC Admira/Wacker  |
| 1987/88 | SK Rapid Wien     |
| 1988/89 | FC Admira/Wacker  |
| 1989/90 | SK Rapid Wien     |
| 1990/91 | FK Austria Wien   |
| 1991/92 | FK Austria Wien   |

| Saison    | Verein                |
| --------- | --------------------- |
| 1992/93   | Favoritner AC         |
| 1993/94   | FK Austria Wien       |
| 1994/95   | SK Rapid Wien         |
| 1995/96   | FK Austria Wien       |
| 1996/97   | SK Rapid Wien         |
| 1997/98   | SK Rapid Wien         |
| 1998/99   | LASK Linz             |
| 1999/2000 | FK Austria Wien       |
| 2001      | Team Kroatien         |
| 2002      | Auswahl 2. Bundesliga |
| 2003      | FK Austria Wien       |
| 2004      | SK Rapid Wien         |
| 2005      | SV Mattersburg        |
| 2006      | nicht ausgetragen     |
| 2007      | FK Austria Wien       |
| 2008      | nicht ausgetragen     |
| 2009      | First Vienna FC 1894  |

Turniersiege
| Verein                | Turniersiege |
| --------------------- | ------------ |
| FK Austria Wien       | 19           |
| Wiener Sport-Club     | 8            |
| SK Rapid Wien         | 7            |
| FC Admira/Wacker      | 3            |
| Wiener AC             | 2            |
| Auswahl 2. Bundesliga | 1            |
| Favoritner AC         | 1            |
| FC Bayern München     | 1            |
| First Vienna FC 1894  | 1            |
| LASK Linz             | 1            |
| SV Austria Salzburg   | 1            |
| SV Mattersburg        | 1            |
| Team Kroatien         | 1            |